# Mandjelia exasperans
Mandjelia exasperans là một loài nhện trong họ Barychelidae. Loài này phân bố ờ Queensland.